# Малі Шиди
Малі Шиди́ (рос. Малые Шиды, башк. Бәләкәй Шиҙе) — присілок у складі Нурімановського району Башкортостану, Росія. Входить до складу Баш-Шидинської сільської ради.
Населення — 202 особи (2010; 207 у 2002).
Національний склад:
- башкири — 46 %
- марійці — 28 %